# GAU-8/A Avenger

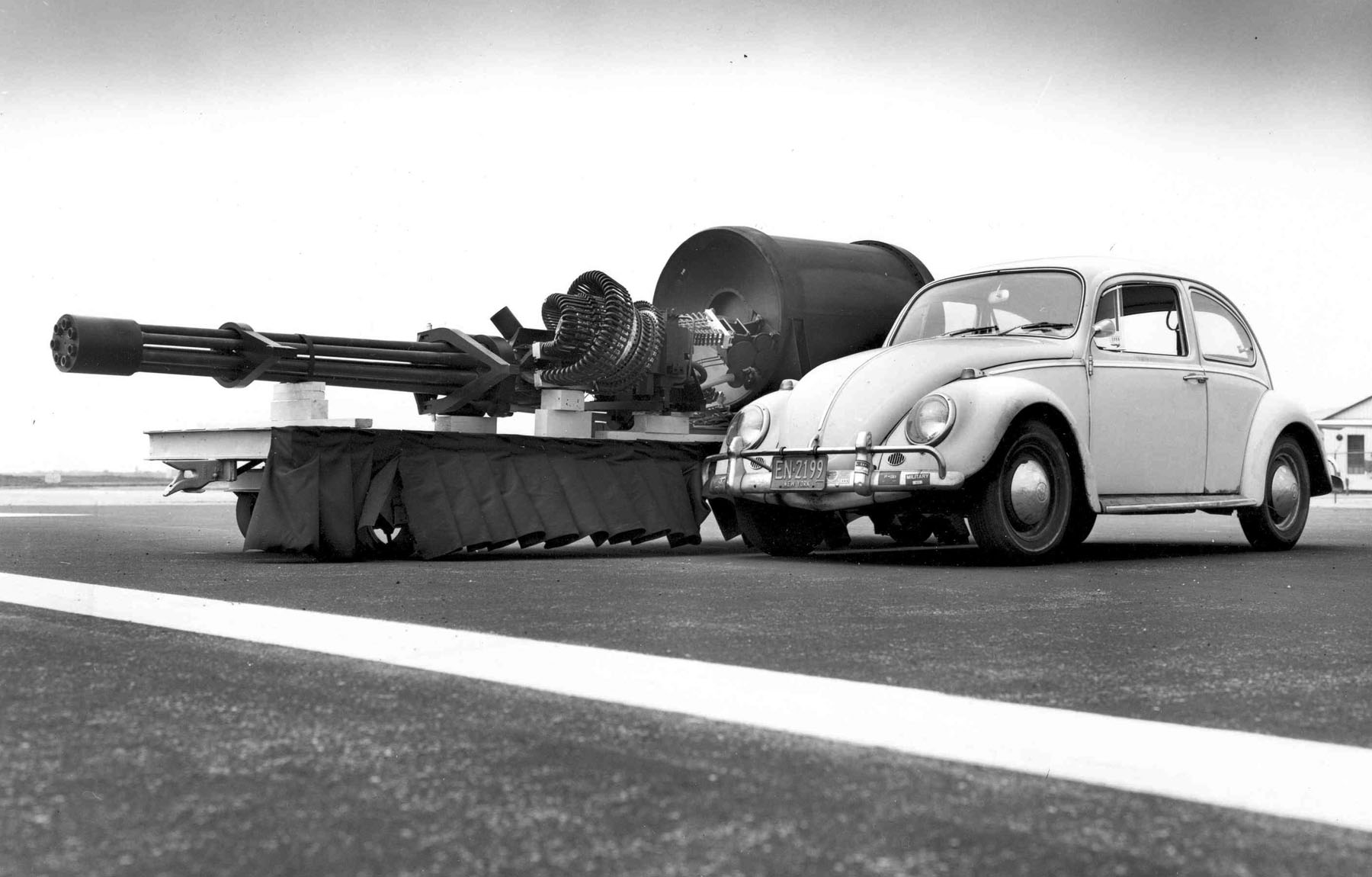
Die Kanone, als Größenvergleich ein VW Käfer

Die General Electric GAU-8/A Avenger (Rächer) ist eine amerikanische siebenläufige Gatling-Kanone im Kaliber 30 mm. Sie wurde ursprünglich für das Erdkampfflugzeug Fairchild-Republic A-10 „Thunderbolt II“ der US-Luftstreitkräfte entwickelt, kommt aber zwischenzeitlich auch im niederländischen CIWS Goalkeeper zum Einsatz.
Die GAU-8/A wurde von Martin Marietta – damals im Besitz von General Electric – nur zum Zweck der Bekämpfung von Panzern und gepanzerten Fahrzeugen aus der Luft entwickelt und verschießt sehr durchschlagsstarke Geschosse. Abgesehen von den speziellen Artilleriewaffen der Schlachtflugzeuge vom Typ AC-130 Gunship ist die GAU-8/A die größte, schwerste und feuerstärkste strikt zweckgebunden gebaute Bordkanone aller Flugzeuge weltweit.

## Geschichte
Die Entwicklung der GAU-8/A war ein paralleles Programm zur „A-X“-Ausschreibung, welche die Entwicklung und den Bau eines Erdkampfflugzeuges zum Ziel hatte. Die beim „A-X“-Programm konkurrierenden Flugzeugmuster A-10 und Northrop YA-9 sollten in erster Linie als Träger der GAU-8/A ausgelegt sein und wurden buchstäblich um die Waffe herum konstruiert.
Da die GAU-8/A in der Fly-off-phase (Entscheidungsphase welcher Flugzeugtyp – YA-9 oder YA-10 – genommen werden sollte) des „A-X“-Programms noch nicht zur Verfügung stand, wurde vorübergehend die M61 Vulcan als Ersatz verwendet.

## Schuss-Tests: Martin Marietta, Philco Ford und Oerlikon
Die Anforderungen an die Waffe wurden während der späten 1960er Jahre erarbeitet und 1970 bekanntgegeben. General Electric (GE) und Philco-Ford bauten nach diesen Vorgaben des Verteidigungsministeriums jeweils drei Prototypen für die Schuss-Tests (zwei für das Schießen, eine als Back-up bzw. für Ersatzteile). Die Tests wurden vom 3. Januar bis 6. April 1973 abgehalten.
Von den 100.000 Schuss Test-Munition, die jeder Hersteller zur Verfügung stellen musste, feuerten die Prototypen von GE über 70.000 Schuss, während die Philco-Ford-Prototypen weniger als 16.000 Schuss feuerten. Der Grund für diesen erheblichen Unterschied waren Ladehemmungen. GE-Prototypen feuerten durchschnittlich 8.800 Schuss von einer zur nächsten Ladehemmung, während die von Philco-Ford schon nach durchschnittlich 728 Schuss eine Ladehemmung hatten.
Damit hatte GE jedoch noch nicht gewonnen, da auch noch die GAU-9/A (Oerlikon 304RK) ein Shoot-off mit dem Gewinner der ersten Tests absolvieren sollte. Die Ergebnisse am 5. Juni 1973 waren ähnlich. Die GE-Prototypen erreichten ihre 8.800 Schuss, während die Oerlikon ähnlich wie die Philco-Ford abschnitt und nach nur durchschnittlich 846 Schuss jeweils eine Ladehemmung hatte.
Die A-10 und damit die GAU-8/A wurden 1977 in Dienst gestellt. Die Kanone wird heute nicht mehr hergestellt; für den Service der Waffe ist heute General Dynamics zuständig, da GE die zuständige Abteilung an Martin Marietta veräußert hatte und Lockheed Martin diese an General Dynamics weiterreichte.

## Daten und Funktion

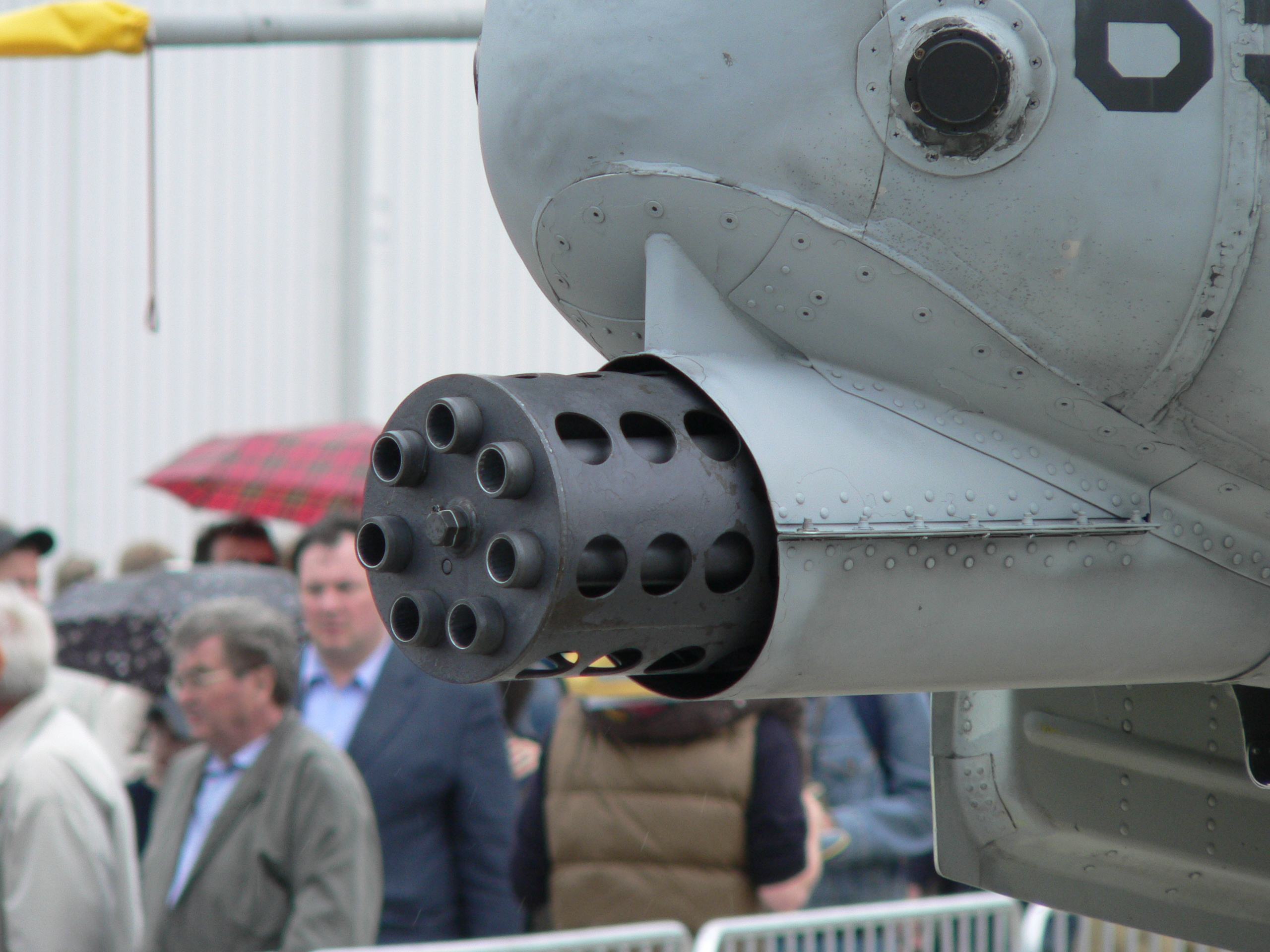
Mündungsrohre einer GAU 8/A Avenger, eingebaut in einer A-10

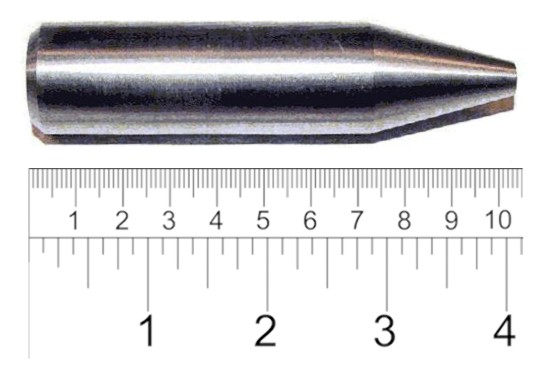
Urankern eines Geschosses PGU-14/B, Länge ca. 10 cm, angelegt an die Zollskala eines Lineals

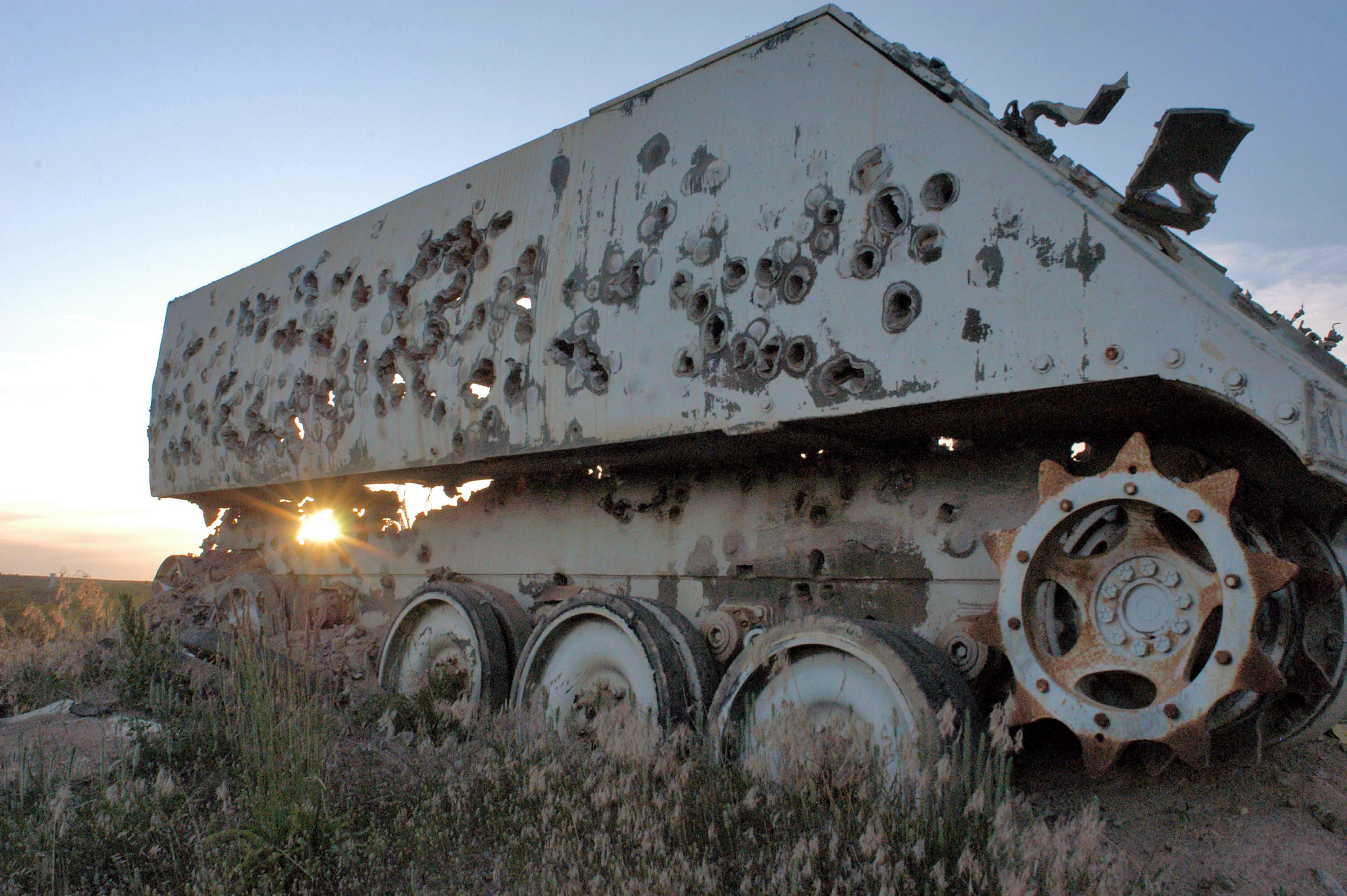
Übungsziel nach Beschuss mit einer GAU-8/A Avenger

Die GAU-8/A allein wiegt 281 kg und hat eine Länge von 285 cm. Das gesamte System aus Waffe, Munitionszuführungssystem und Munitionstrommel ist 6,4 m lang und wiegt voll geladen 1830 kg. Die Munitionstrommel hat einen Durchmesser von 87,6 cm, eine Länge von 181,6 cm und eine Maximalkapazität von 1350 Patronen, wird aber normalerweise mit nur 1174 Patronen aufmunitioniert.
Bei der A-10, die schließlich in Serie ging, nimmt die GAU-8/A damit rund ein Drittel der Rumpflänge ein und macht knapp ein Fünftel des Leergewichts des Flugzeuges aus. Da die Waffe mittig installiert ist, wurde ein seitliches Versetzen des Bugfahrwerksbeines notwendig.
Die Mündungsgeschwindigkeit der 430 g schweren Geschosse des Typs PGU-14/B API (API: armor-piercing incendiary – panzerbrechendes Brandgeschoss) beträgt 990 m/s, die Mündungsgeschwindigkeit der 360 g schweren Geschosse PGU-13/B HEI (HEI: high explosive incendiary – hochexplosives Brandgeschoss) beträgt 1036 m/s. Die Streuung liegt nach Herstellerangaben bei fünf Milliradiant für 80 % der abgefeuerten Geschosse, was bedeutet, dass auf 1000 Meter Entfernung 80 % der Geschosse in einem Kreis von fünf Metern Durchmesser einschlagen.
Die ursprüngliche theoretische Kadenz betrug 4200 Schuss pro Minute. Sie wurde später auf 3900 Schuss pro Minute reduziert und um einen zweiten Modus mit 1800 ergänzt; dieser wurde in den 1980er-Jahren allerdings wieder entfernt, so dass die Kadenz bei 3900 Schuss pro Minute blieb. Bei dieser Geschwindigkeit ist es möglich das gesamte Magazin in 18 Sekunden zu leeren. Allerdings wird die Feuerdauer in der Praxis auf ein bis zwei Sekunden begrenzt. Diese Beschränkung dient dazu, eine Überhitzung der Läufe zu vermeiden und den Munitionsverbrauch niedrig zu halten. Dadurch soll die Gebrauchsdauer der Läufe verlängert werden, da die USAF eine minimale Lebensdauer von 21.000 Schuss pro Laufbündel vorgibt.
Bei Standardbestückung enthält die Munitionstrommel eine Mischung aus PGU-13/B HEI und PGU-14/B API. Auf je vier PGU-14/B folgt dabei ein PGU-13/B. Das Geschoss PGU-14/B enthält einen Kern aus abgereichertem Uran zur Erhöhung der Durchschlagswirkung. Der Penetrator wiegt 301 Gramm (4650 grains). Die Waffe ist sehr wirkungsvoll gegen jede Form gepanzerter Fahrzeuge.
Die Hülsen der verwendeten Munition bestehen statt aus Stahl oder Messing aus einer Aluminiumlegierung. Durch diese Neuerung kann aufgrund des dadurch eingesparten Gewichts ein um 30 % größerer Munitionsvorrat mitgeführt werden. Die Geschosse besitzen Führungsbänder aus Kunststoff, um die Lebensdauer der Läufe zu erhöhen. Die Länge der Patronen beträgt 290 mm, das Gewicht 694 g, je nach Geschosstyp auch etwas mehr.
Beachtenswert ist die sehr hohe Rückstoßkraft der Waffe (44,5 kN), die über der Schubkraft eines einzelnen A-10-Triebwerks (40,32 kN) liegt.
Jeder Lauf des Laufbündels ist relativ einfach als nichtautomatische Waffe mit je einem eigenen Verschluss aufgebaut. Alle Nachladefunktionen werden dabei durch die Rotation des Laufbündels betätigt, entsprechend dem Funktionsprinzip der originalen Gatling-Kanone. Die Steuerung der Verschlussbewegung erfolgt über eine Kurvenscheibe. Das Laufbündel selbst wird durch das Hydrauliksystem der A-10 in Rotation versetzt.
Die Munition der GAU-8/A ist nicht gegurtet, wodurch weiteres Gewicht eingespart wird und eine mögliche Quelle von Funktionsstörungen entfällt. Die leeren Hülsen werden wieder in die Vorratstrommel zurückgeführt, nicht nur, um Gefährdung durch herumfliegende leere Hülsen zu vermeiden, sondern vor allem, weil die ausgestoßene Hülsen das Gewicht des Flugzeugs derart drastisch verringern würden, dass es zu ungewollten Verschiebungen des Schwerpunktes kommen könnte. Ohne Munition wird die A-10 nur mit zusätzlich angebrachten Ausgleichsgewichten im vorderen Fahrwerkschacht geflogen.
Das Munitionszuführungssystem ähnelt dem der neueren Versionen der M61 Vulcan, jedoch kommen durchweg verbesserte technische Lösungen und höherwertige Materialien zum Einsatz, in erster Linie mit dem Ziel der Gewichtseinsparung.

## Entwicklungen auf Basis der GAU-8/A

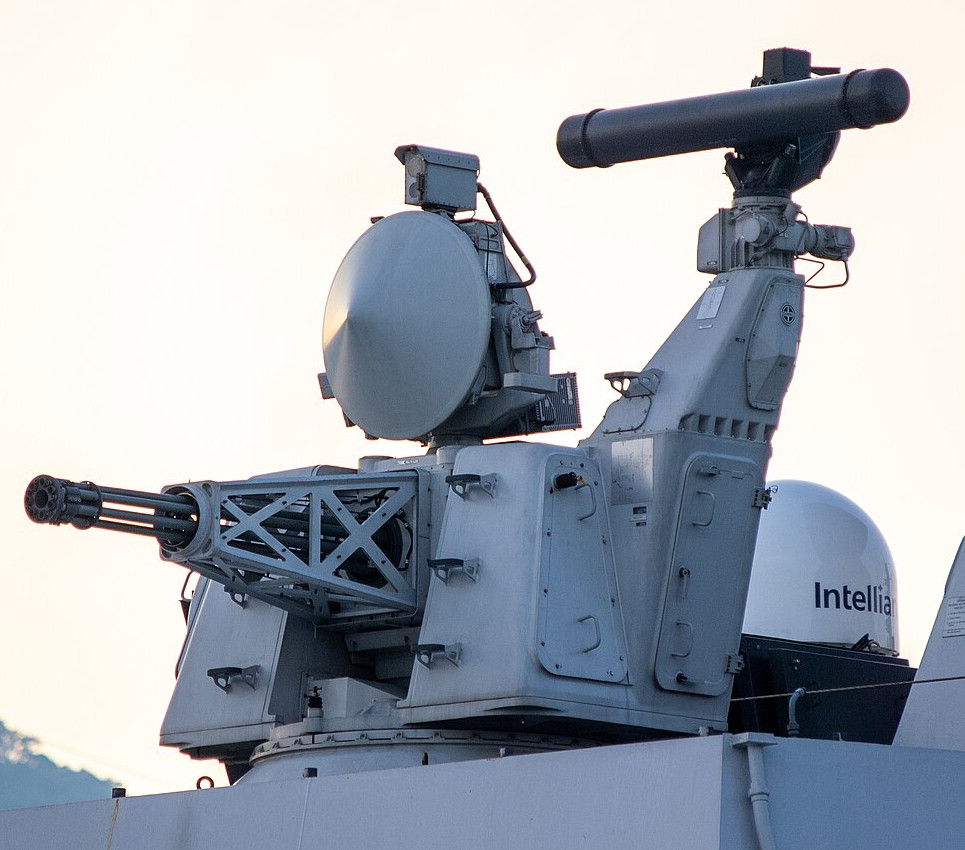
Niederländischer CIWS Goalkeeper

Eine vierläufige Version der GAU-8, die GAU-13, wurde ebenfalls entwickelt. Diese greift so weit wie möglich auf die Verwendung von GAU-8-Komponenten zurück. Für die GAU-13 wurden Waffenbehälter entwickelt (GPU-5/A), mit denen unter anderem die Erdkampf-Versuchsversionen der F-16 bestückt wurden (geplant war auch eine Bestückung der F-15). Die Behälter waren für die Flugzeuge kein Erfolg, da beim Feuern das ganze Flugzeug vom Rückstoß durchgeschüttelt wurde, und so durch die Vibrationen die Treffgenauigkeit nicht mehr gegeben war. Man befürchtete auch, dass diese Vibrationen Schäden am Flugwerk der Maschine anrichten würden. Der Gesamtbestand an GAU-13 und GPU-5/A wurde von der Air Force an die Marines verkauft, die diese für die Luftkissenboote LCAC 66 verwendeten.
Das niederländische CIWS Goalkeeper, ein Luftabwehrsystem für die Marine, basiert ebenfalls auf der GAU-8/A.
Auf der Grundlage der Technik der GAU-8/A wurde die 25-mm-Maschinenkanone GAU-12/U Equalizer entwickelt, die etwa so groß ist wie die M61 Vulcan, aber über eine deutlich höhere Feuerkraft verfügt.

## Technische Daten
| Kenngröße                   | Daten der GAU-8/A Avenger                                                         |
| --------------------------- | --------------------------------------------------------------------------------- |
| Typ                         | Siebenläufige Gatling-Kanone                                                      |
| Kaliber                     | 30 × 173 mm                                                                       |
| Hersteller                  | General Electric                                                                  |
| Antrieb                     | Fremdantrieb – elektrisch über zwei Hydraulikpumpen angetrieben; 57,4 kW          |
| Kadenz                      | (1800 bis) 3900 Schuss/Minute; ursprünglich 4200 Schuss/Minute                    |
| Mündungsgeschwindigkeit     | 1067 m/s (983 m/s bei API-PGU-14/B-Munition)                                      |
| Munitionsvorrat             | 1350 Patronen in Munitionstrommel                                                 |
| Munitionszuführung          | gurtlos                                                                           |
| Munition                    | API (Aerojet) 748 g, API (Honeywell) 717 g, TP PGU-15/B 694 g, HEI PGU-13/B 662 g |
| Waffengewicht               | 281,2 kg                                                                          |
| Gewicht der Munition        | 936,9 kg                                                                          |
| Gesamtgewicht               | 1830 kg                                                                           |
| Gesamtlänge                 | 6400 mm (mit Munitionstrommel)                                                    |
| Waffenlänge                 | 2900 mm                                                                           |
| Rohrlänge                   | 2229 mm                                                                           |
| Munitionstrommel            | 870 mm Durchmesser, 1816 mm lang                                                  |
| Durchmesser des Rohrbündels | 356 mm                                                                            |
| Durchschlagskraft           | 69 mm auf 500 m; 38 mm auf 1000 m                                                 |
| Rückstoßkraft               | durchschnittlich 44,5 kN bei Dauerfeuer mit 4200 Schuss/min.                      |